# Беремицкое
Беремицкое (укр. Беремицьке) — село в Козелецком районе Черниговской области Украины. Население — 62 человека. Занимает площадь 0,411 км².
Почтовый индекс: 17045. Телефонный код: +380 4646.

## Власть
Орган местного самоуправления — Остёрский городской совет. Почтовый адрес: 17044, Черниговская обл., Козелецкий р-н, г. Остёр, ул. Независимости, 21.